# Rasim Ramaldanov
Rasim Əsədulla oğlu Ramaldanov (ros. Расим Асадуллаевич Рамалданов, Rasim Asadułajewicz Ramaldanow, lezg. Рамалданрин Асадуллагьан хва Расим, Ramaldanrin Asadullagan hwa Rasim; ur. 24 stycznia 1986 w Baku) – azerski piłkarz lezgińskiego pochodzenia występujący na pozycji obrońcy, reprezentant Azerbejdżanu w latach 2012–2014.

## Kariera
W reprezentacji Azerbejdżanu zadebiutował w 2012 roku w meczu z Irlandią Północną w Belfaście (1:1). W latach 2012–2014 rozegrał w drużynie narodowej 17 spotkań.

## Sukcesy
Xəzər Lenkoran
- Superpuchar Azerbejdżanu: 2013

Qəbələ FK
- Puchar Azerbejdżanu: 2018/19